# Geocoris bullatus
Geocoris bullatus, o grande inseto de olhos grandes, é uma espécie de inseto de olhos grandes da família Geocoridae . É encontrado na América do Norte.

## Subespécies
Estas três subespécies pertencem à espécie Geocoris bullatus :
- Geocoris bullatus borealis (Dallas, 1852)
- Geocoris bullatus bullatus (Say, 1831)
- Geocoris bullatus obscuratus Montandon, 1908